# St. Helena (Nebraska)
St. Helena je selo u američkoj saveznoj državi Nebraska. Prema popisu stanovništva iz 2010. u njemu je živjelo 96 stanovnika.